# Relativní nehodovost
Relativní nehodovost je ukazatel, který vypovídá o pravděpodobnosti vzniku nehody na určité komunikaci ve vztahu k jejímu jízdnímu výkonu.
Označuje se písmenem R.

## Stanovení relativní nehodovosti
Stanovuje se zvlášť pro
- křižovatku
- mezikřižovatkový úsek

### Relativní nehodovost na křižovatce
Na křižovatce se relativní nehodovost stanovuje pomocí vzorce
{\displaystyle R={\frac {N_{0}}{365.I.t}}.10^{6}}
kde:
- R ... relativní nehodovost [počet osobních nehod/milion vozidel]
- N0 ... celkový počet osobních nehod ve sledovaném období
- I ... průměrná denní intenzita provozu [vozidel/24 hodin]
- t ... sledované období [rok]

### Relativní nehodovost na mezikřižovatkovém úseku
Mezi křižovatkami se relativní nehodovost stanovuje pomocí vzorce
{\displaystyle R={\frac {N_{0}}{365.I.L.t}}.10^{6}}
kde:
- R ... relativní nehodovost [počet osobních nehod/milion vozkm]
- N0 ... celkový počet osobních nehod ve sledovaném období
- I ... průměrná denní intenzita provozu [vozidel/24 hodin]
- L ... délka úseku [kilometr]
- t ... sledované období [rok]

## Relativní nehodovost vPraze
V Praze byla relativní nehodovost spočítána na hodnoty:
- 5,5 - pro rok 1988[1]
- 5,5 - pro rok 1989[2]
- 8,5 - pro rok 1994[3]
- 8,3 - pro rok 1996[4]
- 8,0 - pro rok 1997[5]
- 7,4 - pro rok 2000[6]
- 6,1 - pro rok 2001[7]
- 6,1 - pro rok 2002[8]
- 5,7 - pro rok 2003[9]
- 4,6 - pro rok 2004[10]
- 5,1 - pro rok 2005[11]
- 5,2 - pro rok 2006[12]
- 4,8 - pro rok 2007[13]
- 4,7 - pro rok 2008[14]
- 2,2 - pro rok 2009[15]
- 2,5 - pro rok 2010[16]